# تالار شهر بنگلور
تالار شهر سر کی.پی. پاتاناچتی (به انگلیسی: Sir K. P. Puttanna Chetty Town Hall) که معمولاً به آن تالار شهر بنگلور (به انگلیسی: Bangalore Town Hall) نیز گفته می‌شود، یک ساختمان شهرداری نئوکلاسیک در بنگلور هند است که به نام نیکوکار و رئیس سابق شهرداری شهر بنگلور، سر کی.پی. پاتاناچتی نامگذاری شده است.